# استریا
در اساطیر یونان، آستریا (به یونانی: Ἀστερία) (یا آستریه) یکی از تیتان‌ها، نسل خدایان اولیه، بود. او دختر تیتان کئوس و فوبه و خواهر لتو (مادر آپولو و آرتمیس) به‌شمار می‌رفت.
آستریا الهه‌ای مرتبط با ستارگان و پیشگویی بود و به خاطر زیبایی‌اش مورد توجه زئوس قرار گرفت. اما آستریا برای فرار از عشق زئوس، خود را به شکل یک بلدرچین درآورد و به دریای اژه پرید. در نهایت به جزیره‌ای تبدیل شد که ابتدا «آستریا» (به معنی ستاره) و سپس دلوس نام گرفت.
در برخی روایات، آستریا با تیتان پرسیس ازدواج کرد و از او صاحب دختری به نام هکاته، الهه جادو و سحر، شد.
آستریا نماد پاکی، معصومیت و تلاش برای حفظ آزادی و استقلال در برابر قدرت‌های برتر است.

## ریشه‌شناسی
نام این الهه، "آستریا" (یونانی باستان Ἀστερία، تلفظ Astería) از واژه یونانی ἀστήρ (astḗr) به معنی "ستاره" گرفته شده است. Ἀστήر خود از ریشه زبان نیاهندواروپایی *h₂ster- ("ستاره")، از *h₂eh₁s-، "سوزاندن" گرفته شده است. نام آستریا ریشه‌شناسی مشترکی با نام آسترائوس، پسرعموی آستریا، و دخترش آستراea دارد.

## اسطوره‌شناسی

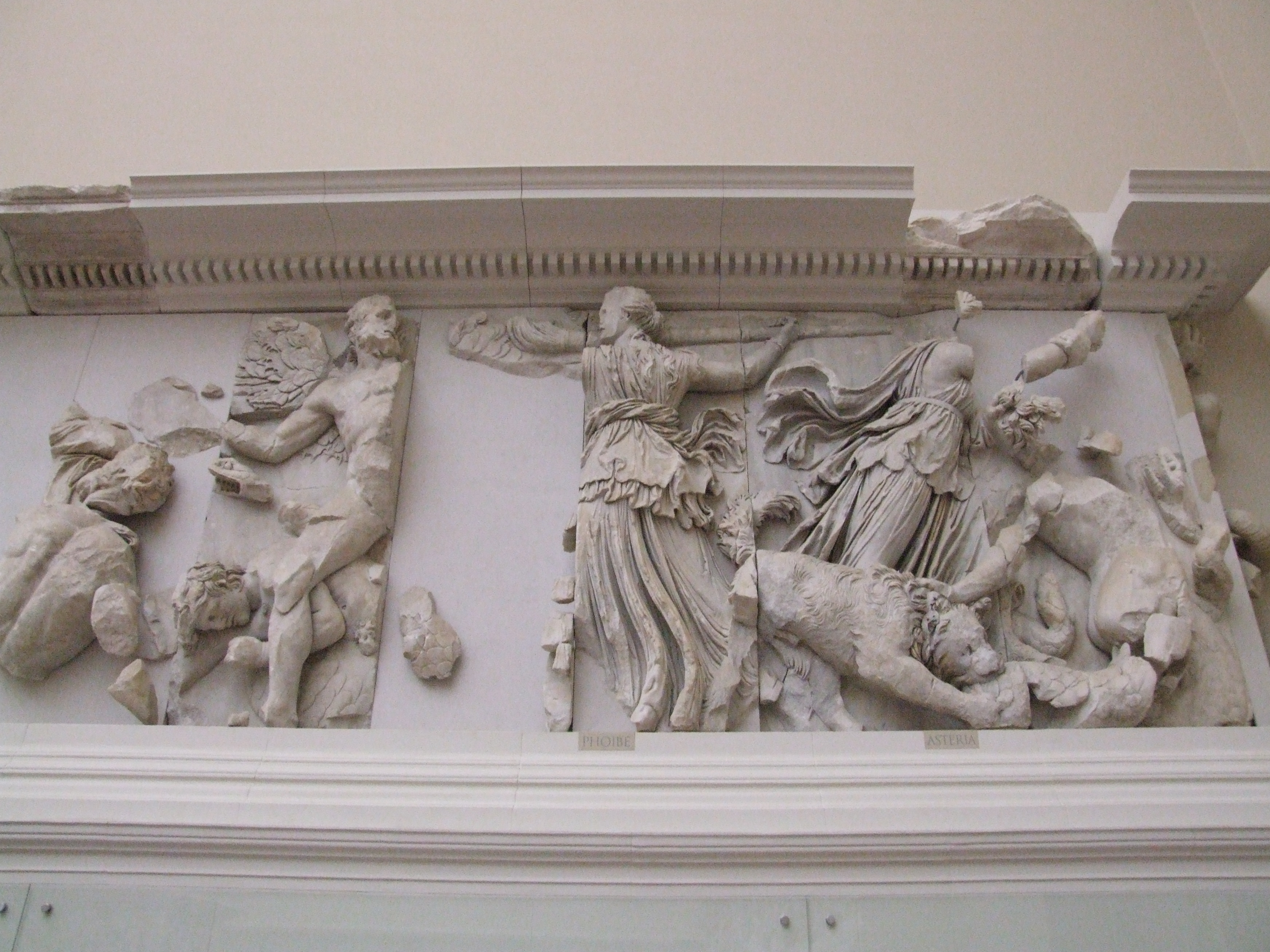
آستریا و فوبه بر روی محراب پرگامون.

آستریا با پرسس (تیتان)، پسرعموی خود، ازدواج کرد و تنها فرزندشان هکاته را به دنیا آورد. در روایتی که به موسایوس آتنی نسبت داده شده است، آستریا مادر هکاته نه از پرسس، بلکه از زئوس است. او ظاهراً در طول گیگانت‌ها به دیگر خدایان پیوست، زیرا در نقش برجسته گیگانتوماکی بر روی محراب پرگامون، آستریا در کنار مادرش فوبه در حال جنگ با غول‌ها دیده می‌شود.
آستریا ساکن المپ بود و مانند خواهرش لتو مورد علاقه زئوس بود. پس از اینکه زئوس لتو را باردار کرد، توجه او به خواهرش آستریا جلب شد. برای فرار از پیشروی‌های عاشقانه این خدا که به شکل عقابی او را تعقیب می‌کرد، خود را به بلدرچین (اورتوکس) تبدیل کرد و خود را به دریای اژه انداخت. در آنجا بود که آستریا به جزیره آستریا (جزیره‌ای که مانند ستاره از آسمان افتاده بود) یا «جزیره بلدرچین» اورتیگیا تبدیل شد. این جزیره سپس با جزیره دلوس یکی شد، که تنها مکان روی زمین بود که به لتو فراری پناه داد، زمانی که او باردار با فرزندان زئوس توسط هرای کینه‌توز تعقیب می‌شد. به گفته هیگینوس، لتو به فرمان زئوس توسط باد شمال بوریاس به جزیره شناور برده شد، زمانی که پایتون او را تعقیب می‌کرد، و در آنجا به درخت زیتونی چسبید و آپولون و آرتمیس را به دنیا آورد.

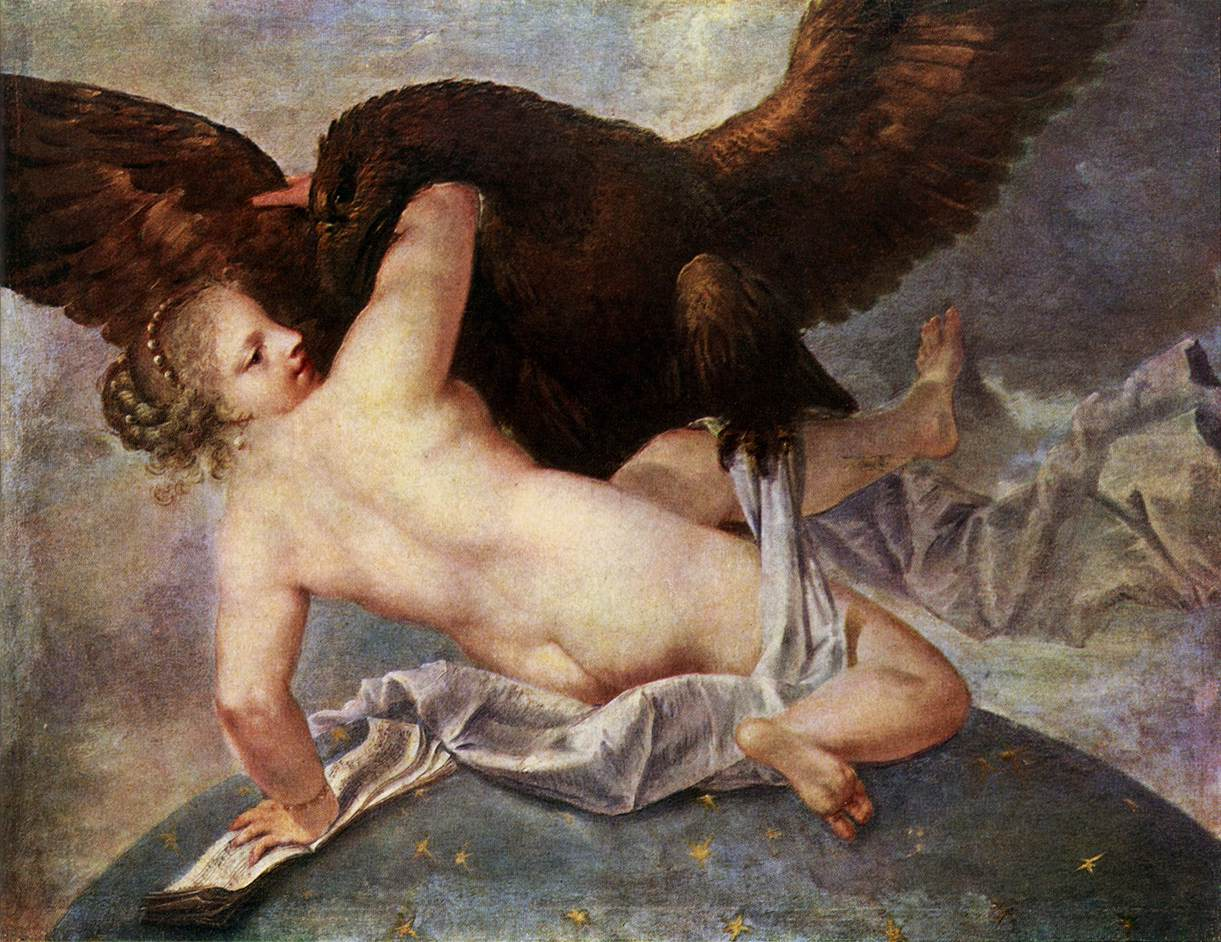
آستریا توسط زئوس به شکل عقاب تعقیب می‌شود اثر مارکو لیبری

هرا، با وجود اینکه از سرپیچی آستریا و اجازه دادن او به لتو برای به دنیا آوردن فرزندان زئوس خشمگین بود، به آستریا آسیبی نرساند، به احترام او که با زئوس نخوابید وقتی که او را تعقیب می‌کرد و به جای او دریا را ترجیح داد، و بنابراین ازدواج هرا را بیشتر بی‌حرمت نکرد. به نظر می‌رسد قدرت آستریا در مقاومت در برابر تهدیدهای هرا از اصل و نسب او به عنوان دختر دو تیتان ناشی می‌شود.
نسخه متفاوتی توسط شاعر نونوس اضافه شد که روایت کرد، پس از اینکه آستریا توسط زئوس تعقیب شد اما خود را به بلدرچین تبدیل کرد و به دریا پرید، پوزئیدون به جای او تعقیب را به دست گرفت. در جنون اشتیاق خود، او الهه پاکدامن را در دریا به این سو و آن سو شکار کرد، در حالی که سوار بر باد متغیر بود و بنابراین او خود را با کمک برادرزاده‌اش آپولو که او را در امواج بی‌حرکت ریشه دوانده بود، به جزیره متروک دلوس تبدیل کرد. روایت با پوزئیدون فقط در اثر نونوس ظاهر می‌شود.
عنصر فرار آستریا از زئوس به عنوان منشأ دلوس احتمالاً توسط کالیماخوس معرفی شده است، زیرا در سرودهای هومری به آپولو، هیچ چیز در گفتگو بین لتو و دلوس نشان دهنده چنین گذشته‌ای برای دلوس نیست، چه برسد به اینکه آنها خواهر باشند. با این حال، مانند سرود، کالیماخوس نیز به خویشاوندی بین لتو و آستریا اشاره نمی‌کند، برخلاف هزیود، که ثبت کرد که آنها خواهر هستند اما آستریا را منشأ دلوس قرار نداد. آستریا به عنوان دلوس از زمان پیندار شناخته شده است، اما اینکه آیا او از داستان تلاش او برای اجتناب از زئوس اطلاع داشته است یا خیر، مشخص نیست.
در روایت نادری که آستریا مادر هراکلس از زئوس بود، فنیقی‌ها برای این قهرمان بلدرچین قربانی می‌کنند زیرا وقتی او به لیبی رفت و توسط تایفون کشته شد، یولائوس بلدرچینی برای او آورد و آن را نزدیک او گذاشت، او بوی آن را استشمام کرد و دوباره زنده شد.